# Ralph Stein
Ralph Stein (né le 13 novembre 1909 à New York et mort le 27 novembre 1994 à Old Saybrook) est un illustrateur, photographe, directeur artistique et auteur de bande dessinée américain.

## Biographie
Directeur artistique au New York World-Telegram dans les années 1930, il devient illustrateur et photographe indépendant après avoir servi pendant la Seconde Guerre mondiale et fondé le journal militaire Yank. De 1955 à 1958, il scénarise la bande quotidienne de Popeye, qu'il marque en créant l'Anglais Sir Pomeroy. À partir de 1952, il écrit de nombreux ouvrages sur les automobiles.

### Documentation
- Fred Grandinetti, Popeye: An Illustrated Cultural History, McFarland, 2004, p. 13.